# Provincia de Alytus
La provincia de Alytus es una de las diez provincias en que se divide Lituania. Cubre un área de 5.425 km² y albergaba una población de 182.851 habitantes en 2001.

## Municipios
La provincia de Alytus está dividida en cinco municipios, de los cuales tres son distritos municipales (DM), uno es ciudad-municipio (CM) y otro es municipio (M).
- Alytus (CM)
- Alytus (DM)
- Druskininkai (M)
- Lazdijai (DM)
- Varėna (DM)